# Васојевићки закон
Васојевички закон је обичајни законик који је важио у племену Васојевићи.

## Историјат
Од давнина је у Васојевићима постојао обичајни законик који је важио у Васојевићима од 16. вијека када су се Васојевићи одметнули од Турака. Уз додатке, усвојила га је Свеопшта народна скупштина Васојевића, крајем 1829. или у првој половини 1830. године, а потврдио игуман манастира Ђурђеви ступови, Мојсије Зечевић, који је скуп и сазвао. Васојевички Закон у 12 тачака објавила је, 1929. године, Српска краљевска академија у Београду са коментарима др Илије Јелића.